# 2006年度四台聯頒音樂大獎得獎名單
2006年度四台聯頒音樂大獎

## 歌曲大獎
- 颁发场合：新城勁爆頒獎禮
- 歌曲：《愛得太遲》
- 歌手：古巨基
- 作曲：楊鎮邦＠宇宙大爆炸
- 作詞：林夕
- 編曲：雷頌德

## 大碟大獎
- 颁发场合：叱吒樂壇流行榜頒獎典禮
- 大碟：Human...我生
- 歌手：古巨基
- 監製：雷頌德

## 卓越表現大獎
- 颁发场合：十大勁歌金曲頒獎典禮
- 金獎：衛蘭
- 銀獎：側田
- 銅獎：薛凱琪

## 傳媒大獎
- 頒發場合：十大中文金曲頒獎音樂會
- 歌手：古巨基
- 作曲人：楊鎮邦@宇宙大爆炸
- 作詞人：林夕